# هينينج كرامر داهل
هينينج كرامر داهل (بالنرويجية البوكمول: Henning Kramer Dahl)‏ هو مترجم وكاتب وشاعر نرويجي، ولد في 29 أبريل 1962 في أوسلو في النرويج، وتوفي في 7 مارس 2017.